# Anisothecium staphylinum
Anisothecium staphylinum là một loài Rêu trong họ Dicranaceae. Loài này được (H. Whitehouse) Sipman, Rubers & Riemann mô tả khoa học đầu tiên năm 1972.